# 佛岗村
佛岗村是中华人民共和国广东省广州市从化区太平镇所辖的一个行政村。村委会设在佛岗，位于神岗圩南面约1千米。1958年人民公社化时成立佛岗大队，因驻在佛岗而得名。1967年文化大革命时更名红阳大队，1974年复名。1983年12月改称佛岗乡，1987年1月改称村。辖5条自然村（佛岗、城贝、簕庄、沙尾、汝容园）。1998年时，全村共有346户，人口1546人。